# Prix Luigi De Laurentiis
Le Prix Luigi De Laurentiis (en italien, Premio Luigi De Laurentiis), également intitulé Lion du futur (Leone Del Futuro) ou Premio Venezia Opera Prima, est une récompense attribuée depuis 1999 à un premier long métrage sélectionné à la Mostra de Venise.

## Introduction
Le Prix récompense le meilleur premier film parmi les sections officielles et parallèles :
- Compétition (Concorso)
- Orizzonti (nommé Nuovi Territori jusqu'en 2003)
- Settimana internationale della critica (qui ne sélectionne que des premiers films)
- Giornate degli Autori, également nommé Venice Days (depuis 2004)
- Les anciennes sections tels Controcampo Italiano

Le réalisateur et le producteur lauréat reçoivent 100 000 $. Lors des premières éditions du prix, la récompense s'accompagnait de kilomètres de pellicules offerts par Kodak. Le trophée est sous forme de lion de métal. L'intitulé du prix porte le nom du producteur Luigi De Laurentiis.

## Palmarès
| Année | Titre                                           | Réalisateur                            | Pays                      | Sélection à la Mostra                  |
| ----- | ----------------------------------------------- | -------------------------------------- | ------------------------- | -------------------------------------- |
| 1999  | Questo è il giardino                            | Giovanni Davide Maderna                | Italie                    | Settimana internazionale della critica |
| 2000  | La Faute à Voltaire                             | Abdellatif Kechiche                    | France                    | Settimana internazionale della critica |
| 2001  | Pain et lait (Kruh in mleko)                    | Jan Cvitkovič                          | Slovénie                  | Nuovi Territori                        |
| 2002  | Due amici                                       | Spiro Scimone et Francesco Sframeli    | Italie                    | Settimana internazionale della critica |
| 2002  | Oncle Roger (Roger Dodger)                      | Dylan Kidd                             | États-Unis                | Settimana internazionale della critica |
| 2003  | Le Retour (Возвращение, Vozvrachtchenie)        | Andrey Zvyagintsev                     | Russie                    | Compétition                            |
| 2004  | Le Grand Voyage (الرحلة الكبرى)                 | Ismaël Ferroukhi                       | France Maroc              | Settimana internazionale della critica |
| 2005  | 13 Tzameti                                      | Géla Babluani                          | France                    | Giornate degli autori                  |
| 2006  | Le Signe des ancêtres (Khadak)                  | Peter Brosens et Jessica Woodworth     | Pays-Bas                  | Giornate degli autori                  |
| 2007  | La Zona, propriété privée (La zona)             | Rodrigo Plá                            | Mexique                   | Giornate degli autori                  |
| 2008  | Le Déjeuner du 15 août (Pranzo di ferragosto)   | Gianni Di Gregorio                     | Italie                    | Settimana internazionale della critica |
| 2009  | Engkwentro                                      | Pepe Diokno                            | Philippines               | Orizzonti                              |
| 2010  | Cogunluk (Majority)                             | Seren Yüce                             | Turquie                   | Giornate degli autori                  |
| 2011  | Là-bas (Educazione criminale)                   | Guido Lombardi                         | Italie                    | Settimana internazionale della critica |
| 2012  | Küf                                             | Ali Aydin                              | Turquie Allemagne         | Settimana internazionale della critica |
| 2013  | White Shadow                                    | Noaz Deshe                             | Italie Allemagne Tanzanie | Settimana internazionale della critica |
| 2014  | Court (കോർട്ട്)                                    | Chaitanya Tamhane                      | Inde                      | Orizzonti                              |
| 2015  | L'Enfance d'un chef (The Childhood of a Leader) | Brady Corbet                           | Royaume-Uni France        | Orizzonti                              |
| 2016  | Le Dernier d'entre nous                         | Ala Eddine Slim                        | Tunisie Liban             | Settimana internazionale della critica |
| 2017  | Jusqu'à la garde                                | Xavier Legrand                         | France                    | Compétition                            |
| 2018  | The Day I Lost My Shadow (Yom adaatou zouli)    | Soudade Kaadan                         | Syrie / Liban             | Orizzonti                              |
| 2019  | You Will Die at Twenty                          | Amjad Abou Alala                       | Soudan                    | Giornate degli Autori                  |
| 2020  | Listen                                          | Ana Rocha de Sousa                     | Royaume-Uni / Portugal    | Orizzonti                              |
| 2021  | Imaculat                                        | Monica Stan et George Chiper-Lillemark | Roumanie                  | Giornate degli autori                  |
| 2022  | Saint Omer                                      | Alice Diop                             | France                    | Compétition                            |
| 2023  | Ài shì yī bǎ qiāng                              | Lee Hong-chi                           | Hong Kong / Taïwan        | Settimana internazionale della critica |

### Mention spéciale
Certains films n'ayant pas eu le prix eurent une mention spéciale.
| Année | Titre             | Réalisateur          | Pays           | Sélection à la Mostra                  |
| ----- | ----------------- | -------------------- | -------------- | -------------------------------------- |
| 1999  | Bye Bye Africa    | Mahamat-Saleh Haroun | France / Tchad | Nuovi Territori                        |
| 2003  | Posledniy poezd   | Aleksey German       | Russie         | Nuovi Territori                        |
| 2003  | Ballo a tre passi | Salvatore Mereu      | Italie         | Settimana internazionale della critica |
| 2004  | Saimir            | Francesco Munzi      | Italie         | Orizzonti                              |

## Jury
Le prix est remis par un jury international de 3 ou 5 personnes.
| Édition | Juré                                             | Qualité                                            | Pays               |
| ------- | ------------------------------------------------ | -------------------------------------------------- | ------------------ |
| 1999    | Claire Denis (présidente du jury)                | Réalisatrice                                       | France             |
| 1999    | Férid Boughedir                                  | Réalisateur                                        | Tunisie            |
| 1999    | Kent Jones                                       | Scénariste                                         | États-Unis         |
| 1999    | Morando Morandini                                | Critique                                           | Italie             |
| 1999    | Ferzan Ozpetek                                   | Réalisateur                                        | Turquie / Italie   |
| 2000    | Mimmo Calopresti (président du jury)             | Réalisateur et acteur                              | Italie             |
| 2000    | Atom Egoyan                                      | Réalisateur                                        | Canada             |
| 2000    | Bill Krohn                                       | Critique                                           | États-Unis         |
| 2000    | Chiara Mastroianni                               | Actrice                                            | Italie             |
| 2000    | Peter Mullan                                     | Acteur et réalisateur                              | Royaume-Uni        |
| 2001    | Cédric Kahn (président du jury)[réf. nécessaire] | Réalisateur                                        | France             |
| 2001    | Francesco Casetti                                | Théoricien du cinéma                               | Italie             |
| 2001    | Jafar Panahi                                     | Réalisateur                                        | Iran               |
| 2001    | Jean-Loup Passek                                 | Écrivain sur le cinéma                             | France             |
| 2001    | Ruth Vitale                                      | Productrice                                        | États-Unis         |
| 2002    | Katinka Faragó (présidente du jury)              | Productrice                                        | Suède              |
| 2002    | Paolo Virzì                                      | Réalisateur                                        | Italie             |
| 2002    | Reinhard Hauff                                   | Réalisateur                                        | Allemagne          |
| 2002    | Derek Malcolm                                    | Théoricien du cinéma                               | Royaume-Uni        |
| 2002    | Eva Zaoralova                                    | Théoricienne du cinéma                             | République tchèque |
| 2003    | Lia van Leer (présidente du jury)                | Réalisatrice                                       | Israël             |
| 2003    | Jannike Åhlund                                   | Critique                                           | Suède              |
| 2003    | Pierre-Henri Deleau                              | Acteur et délégué de la Quinzaine des Réalisateurs | France             |
| 2003    | Stefan Kitanov                                   | Producteur                                         | Bulgarie           |
| 2003    | Peter Scarlet                                    | Théoricien du cinéma                               | États-Unis         |
| 2004    | Youssef Chahine (président du jury)              | Réalisateur                                        | Égypte             |
| 2004    | Antonia Bird                                     | Réalisatrice                                       | Royaume-Uni        |
| 2004    | Raoul Bova                                       | Acteur                                             | Italie             |
| 2005    | Guy Maddin (président du jury)                   | Réalisateur                                        | Canada             |
| 2005    | Isabella Ferrari                                 | Actrice                                            | Italie             |
| 2005    | Peter Cowie                                      | Théoricien du cinéma                               | Royaume-Uni        |
| 2005    | Ismaël Ferroukhi                                 | Réalisateur                                        | France Maroc       |
| 2005    | Renata Litvinova                                 | Actrice                                            | Russie             |
| 2006    | Paula Wagner (président du jury)                 | Productrice                                        | États-Unis         |
| 2006    | Stefania Rocca                                   | Actrice                                            | Italie             |
| 2006    | Guillermo del Toro                               | Réalisateur                                        | Mexique            |
| 2006    | Mohsen Makhmalbaf                                | Réalisateur                                        | Iran               |
| 2007    | Bill Mechanic (président du jury)                | Producteur                                         | États-Unis         |
| 2007    | Rupert Everett                                   | Acteur                                             | Royaume-Uni        |
| 2007    | Randa Chahal Sabbag                              | Réalisateur                                        | Liban              |
| 2007    | Liu Jie                                          | Réalisateur                                        | Chine              |
| 2007    | Valeria Solarino                                 | Actrice                                            | Italie             |
| 2008    | Abdellatif Kechiche (président du jury)          | Réalisateur                                        | France Tunisie     |
| 2008    | Alice Braga                                      | Actrice                                            | Brésil             |
| 2008    | Gregory Jacobs                                   | Producteur et assistant-réalisateur                | États-Unis         |
| 2008    | Donald Ranvaud                                   | Producteur                                         | Royaume-Uni        |
| 2008    | Heidrun Schleef (de)                             | Scénariste                                         | Italie             |
| 2009    | Hailé Gerima (président du jury)                 | Réalisateur                                        | Éthiopie           |
| 2009    | Ramin Bahrani                                    | Réalisateur                                        | États-Unis         |
| 2009    | Gianni Di Gregorio                               | Scénariste et réalisateur                          | Italie             |
| 2009    | Antoine Fuqua                                    | Réalisateur                                        | États-Unis         |
| 2009    | Sam Taylor-Wood                                  | Artiste et réalisatrice                            | Royaume-Uni        |
| 2010    | Fatih Akin (président du jury)                   | Réalisateur                                        | Allemagne          |
| 2010    | Nina Lath Gupta                                  | Productrice                                        | Inde               |
| 2010    | Stanley Kwan                                     | Réalisateur                                        | Hong Kong          |
| 2010    | Samuel Maoz                                      | Réalisateur                                        | Israël             |
| 2010    | Jasmine Trinca                                   | Actrice                                            | Italie             |
| 2011    | Carlo Mazzacurati (président du jury)            | Réalisateur                                        | Italie             |
| 2011    | Aleksei Fedorchenko                              | Réalisateur                                        | Russie             |
| 2011    | Fred Roos                                        | Producteur                                         | États-Unis         |
| 2011    | Charles Tesson                                   | Critique                                           | France             |
| 2011    | Serra Yilmaz                                     | Actrice                                            | Turquie            |
| 2012    | Shekhar Kapur (président du jury)                | Réalisateur                                        | Inde               |
| 2012    | Michel Demopoulos                                | Essayiste                                          | France Grèce       |
| 2012    | Isabella Ferrari                                 | Actrice                                            | Italie             |
| 2012    | Matt Reeves                                      | Réalisateur                                        | États-Unis         |
| 2012    | Bob Sinclar                                      | DJ                                                 | France             |
| 2013    | Haifaa Al Mansour (présidente du jury)           | Réalisatrice                                       | Arabie saoudite    |
| 2013    | Amat Escalante                                   | Réalisateur                                        | Mexique            |
| 2013    | Alexej German Jr.                                | Réalisateur                                        | Russie             |
| 2013    | Geoffrey Gilmore                                 | Délégué du Festival de Tribeca                     | États-Unis         |
| 2013    | Ariane Labed                                     | Actrice                                            | France Grèce       |
| 2013    | Maria Sole Tognazzi                              | Réalisatrice                                       | Italie             |
| 2014    | Alice Rohrwacher (présidente du jury)            | Réalisatrice                                       | Italie             |
| 2014    | Lisandro Alonso                                  | Réalisateur                                        | Argentine          |
| 2014    | Ron Mann                                         | Réalisateur de documentaires                       | Canada             |
| 2014    | Vivian Qu                                        | Productrice et réalisatrice                        | Chine              |
| 2014    | Răzvan Rădulescu                                 | Scénariste et réalisateur                          | Roumanie           |
| 2015    | Saverio Costanzo (président du jury)             | Réalisateur                                        | Italie             |
| 2015    | Roger Garcia                                     | Producteur                                         | Hong Kong          |
| 2015    | Natacha Laurant                                  | Critique et historienne                            | France             |
| 2015    | Charles Burnett                                  | Réalisateur                                        | États-Unis         |
| 2015    | Daniela Michel                                   | Directrice du festival du film de Morelia          | Mexique            |
| 2016    | Kim Rossi Stuart (président du jury)             | Acteur                                             | Italie             |
| 2016    | Rosa Bosch                                       | Productrice                                        | Espagne            |
| 2016    | Brady Corbet                                     | Acteur et réalisateur                              | États-Unis         |
| 2016    | Pilar López de Ayala                             | Actrice                                            | Espagne            |
| 2016    | Serge Toubiana                                   | Critique et théoricien du cinéma                   | France             |
| 2017    | Benoît Jacquot (président du jury)               | Réalisateur                                        | France             |
| 2017    | Geoff Andrew                                     | Critique                                           | Royaume-Uni        |
| 2017    | Albert Lee                                       | Producteur                                         | Hong Kong          |
| 2017    | Greta Scarano                                    | Actrice                                            | Italie             |
| 2017    | Yorgos Zois                                      | Réalisateur                                        | Grèce              |